# ISGUS

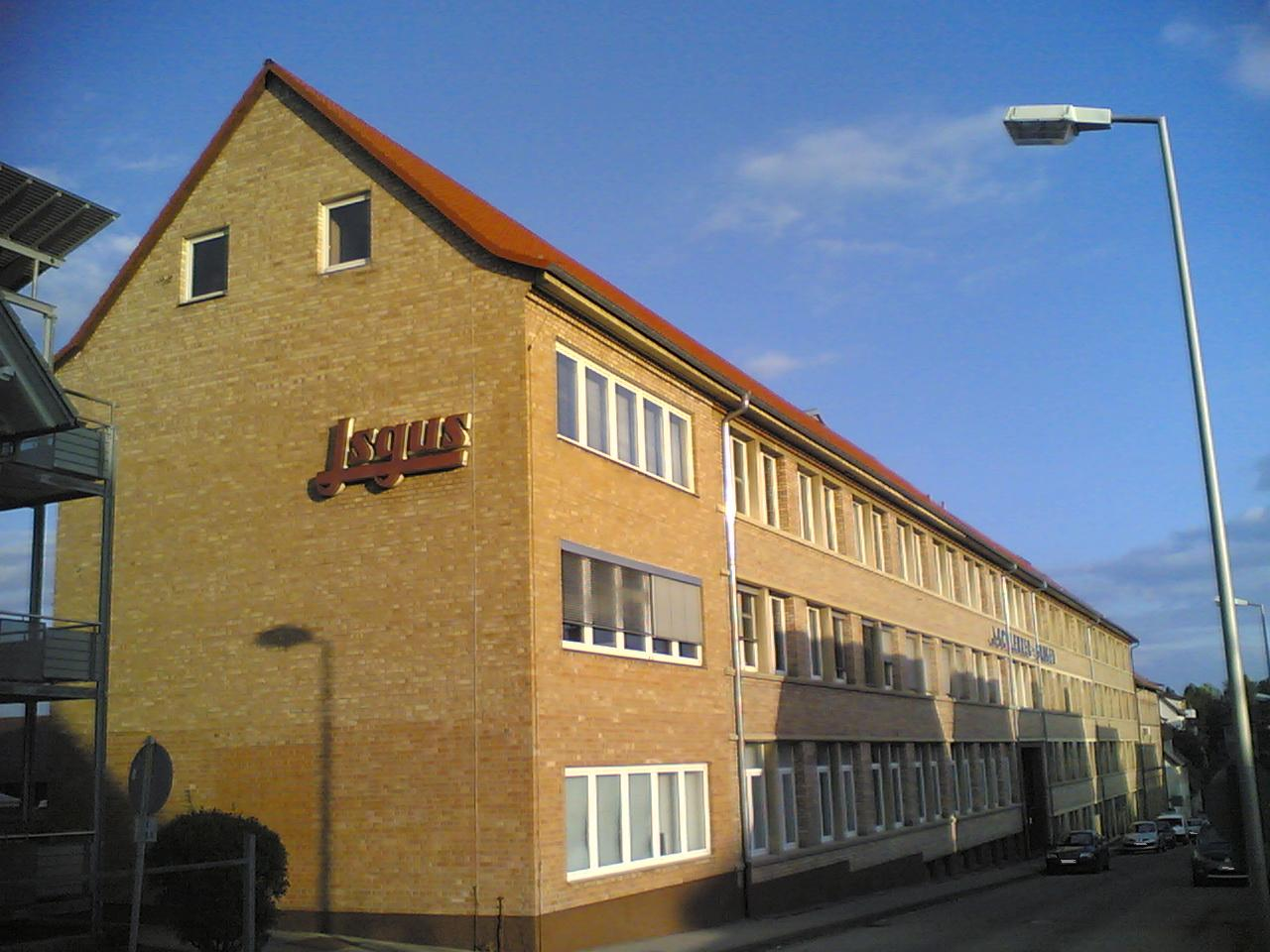
ISGUS – Westansicht

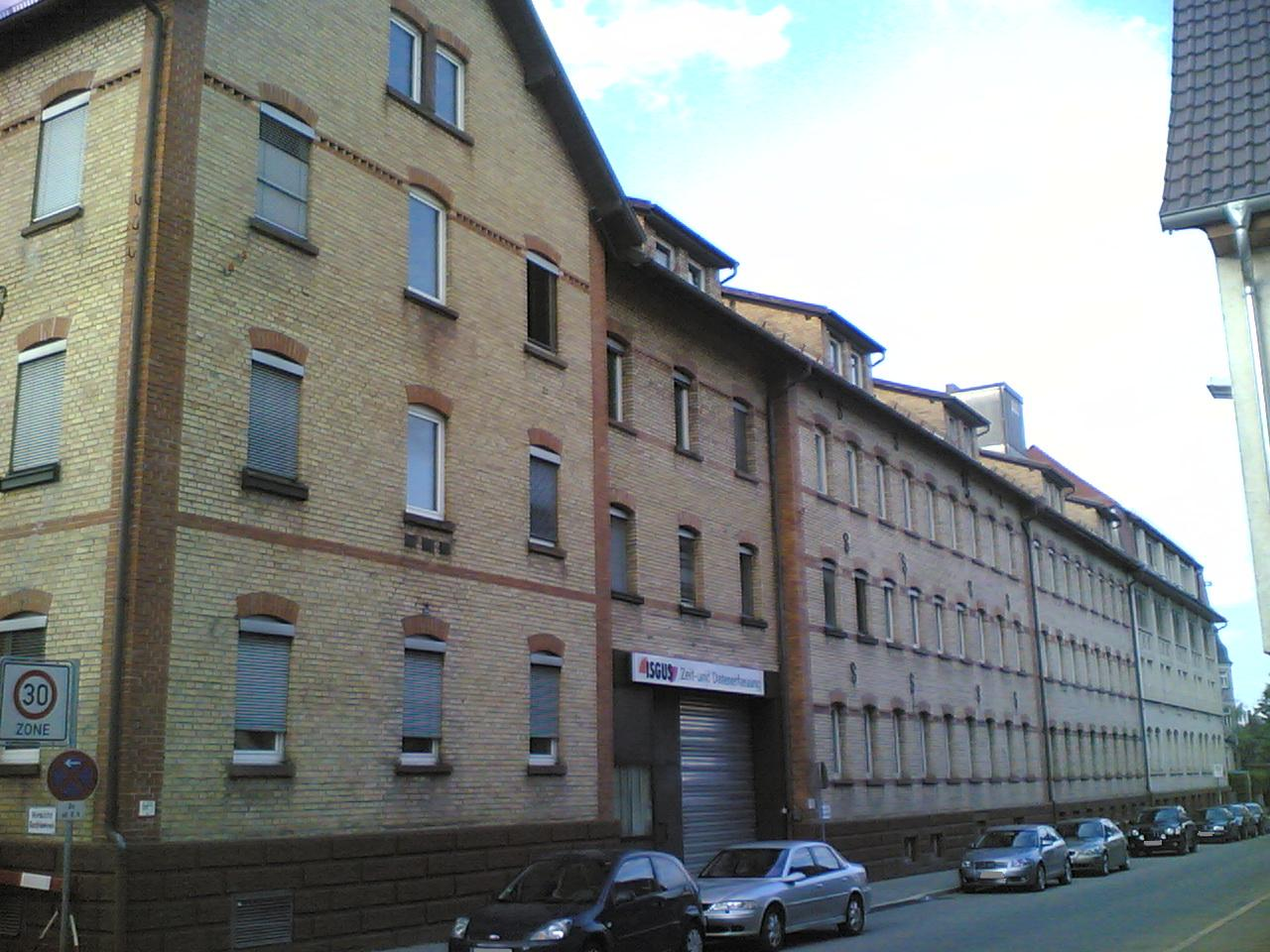
ISGUS – Südansicht

Die ISGUS GmbH ist ein deutscher Hersteller von Systemlösungen für Zeiterfassung, Zutrittskontrolle, Personaleinsatzplanung sowie Betriebs- und Maschinendatenerfassung. Das Unternehmen gehörte wie die Württembergische Uhrenfabrik Bürk Söhne zu den bedeutendsten deutschen Unternehmen für technische Uhren. Heute entwickelt das Systemhaus ISGUS Softwarelösungen sowohl als Kauflizenz wie auch als Software as a Service (SaaS), Terminals für Zeit- und Betriebsdatenerfassung, Zutrittsleser und Komponenten. Die Gesellschaft hat ihren Sitz in Villingen-Schwenningen.

## Unternehmensstruktur
Zur Unternehmensgruppe gehören neben der ISGUS GmbH als Muttergesellschaft folgende Gesellschaften:
- ISGUS Vertriebs GmbH, Villingen-Schwenningen mit Niederlassungen in Hamburg, Osnabrück, Hannover, Frankfurt am Main, Leonberg, Erlangen und Erfurt
- ISGUS-bavaria GmbH, Warngau
- ISGUS-bavaria GmbH, Niederlassung Landsberg am Lech
- ISGUS security Ltd., Warngau
- ISGUS GmbH, Wien (Österreich)
- ISGUS America LLC. (USA)
- ISGUS North America Inc., Toronto (Kanada)
- ISGUS UK Ltd. (Großbritannien)

## Unternehmensgeschichte

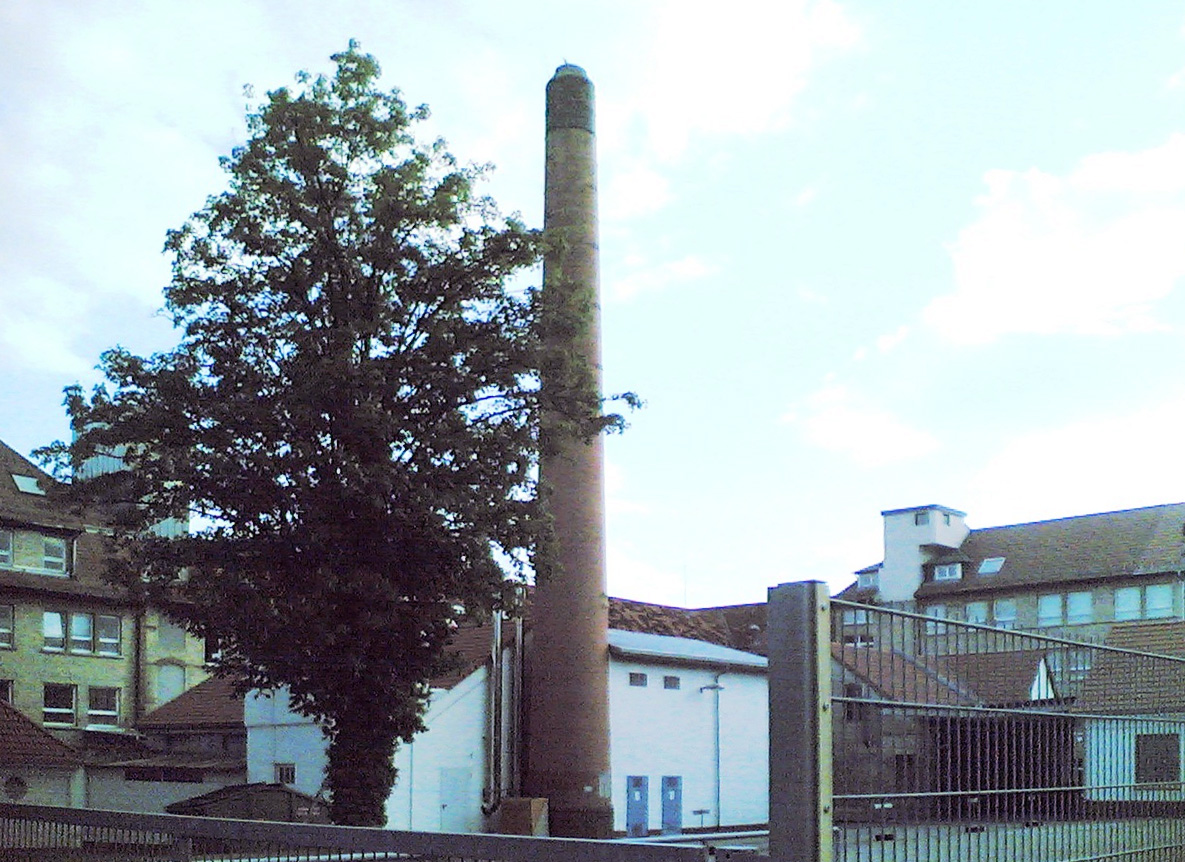
ISGUS – Ostansicht mit historischem Schornstein

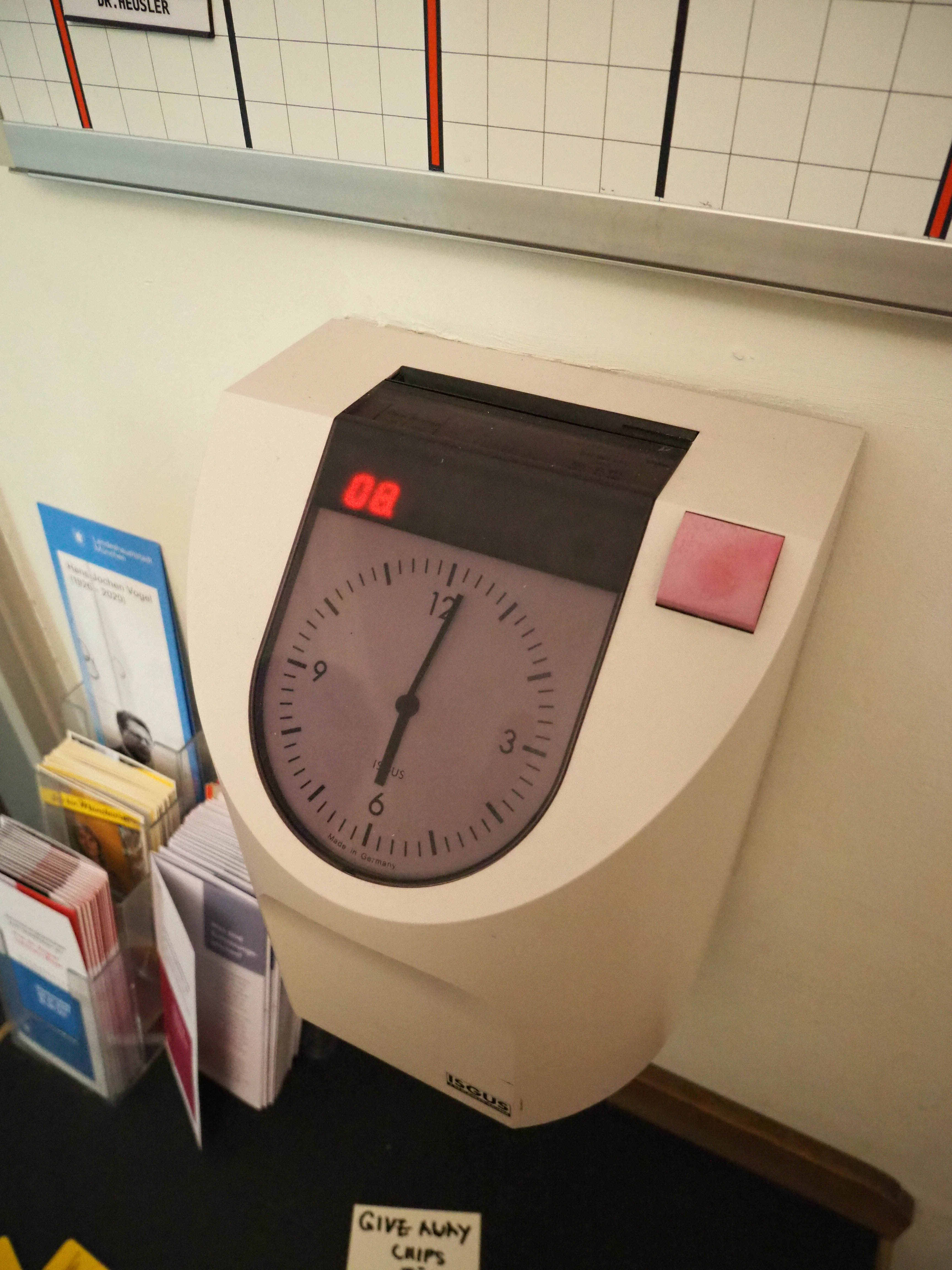
Isgus Stempeluhr im Stadtarchiv München

Das Unternehmen ist Teil der historischen Schwenninger Uhrenindustrie des 19. und 20. Jahrhunderts, die die Stadt für Jahrzehnte zur „größten Uhrenstadt der Welt“ aufsteigen ließ. Es ist eines der wenigen dieser Unternehmen, die den Strukturwandel von mechanischen Uhren hin zu elektronischen Zeiterfassungssystemen überstanden haben.
Das Unternehmen wurde 1888 von Jakob Schlenker (1855–1913) gegründet, der (aufgrund seines krausen Haares und der weiten Verbreitung des Namens Schlenker in Schwenningen) den Spitznamen „Grusen“ führte. Dementsprechend firmierte es zunächst als J. Schlenker-Grusen, woraus erst JSGUS und später ISGUS wurde. Diese Abkürzungen fanden bereits als Marken Verwendung, als die Gesellschaft noch J. Schlenker-Grusen hieß. 

Schlenker war als Werkmeister in der Württembergischen Uhrenfabrik Bürk in die Produktion von Nachtwächterkontrolluhren eingebunden. Dabei handelte es sich um tragbare Uhren; An bestimmten Stellen der zu kontrollierenden Örtlichkeit waren Schlüssel hinterlegt, die der Nachtwächter bei seinen Rundgängen in der Uhr betätigen musste. Die Uhr dokumentierte daraufhin, ob der Nachtwächter zur vorgegebenen Zeit am richtigen Ort war, ob er also ordnungsgemäß seinen Dienst verrichtete. Nach dem Ablauf des Patents Johannes Bürks baute Schlenker die Uhren im eigenen Betrieb nach. Später kamen verschiedenste eigene Modelle und auch eigene Patente hinzu.
1896 entwickelte Schlenker-Grusen den ersten „Brieftauben-Constatierapparat“. Ab 1908 kamen Arbeitszeit-Kontrollapparate (die Vorläufer der Stempeluhr) hinzu.
ISGUS fertigte auch andere Instrumente, etwa Tachometer nach Patenten Otto Schulzes. Der "ISGUS-Tachograph" wurde 1927 in der Automobiltechnischen Zeitschrift als "neuer Kontrollapparat für Kraftfahrzeuge" vorgestellt.
Es wird als soziale Verbesserung angesehen, dass Ausbildungsverträge bei ISGUS ab 1907 "freie Kost und Logis", ab dem 2. Lehrjahr zusätzlich ein "Taschengeld", das ab dem 3. Lehrjahr leistungsbezogen gewährt wurde, vorsah.
Nach dem Zweiten Weltkrieg wurden auch bei J. Schlenker-Grusen Maschinen und andere Werte als Reparation demontiert. Eine "Vorentnahme" beließ den Unternehmen "in der französischen Zone kaum noch Maschinen im Baualter von weniger als neun Jahren". Dies war sehr wenig, weil die Ausstattung sehr modern gewesen war. Später wurden 20 Prozent der verbliebenen Kapazität demontiert.
ISGUS beschäftigte 1963 zwischen 600 und 800 Mitarbeiter.
Der Fabrikkomplex besteht aus mehreren, nacheinander errichteten und erweiterten Gebäuden. Eine ausführliche Beschreibung ist der Dissertation Gerhard Jehles zu entnehmen. In unmittelbarer Nähe befindet sich das  denkmalgeschützte ehemalige Wohnhaus Schlenkers, die Villa Schlenker.

## BKK J. Schlenker-Grusen
Aus dem Unternehmen ging eine eigene Betriebskrankenkasse hervor, die 1904 gegründete BKK J. Schlenker-Grusen. Sie ging 1997 durch Fusion in der Schwenninger Betriebskrankenkasse auf.